# Tótumfaktum (film)
A Tótumfaktum (eredeti cím: Factotum) 2005-ben bemutatott francia–norvég filmvígjáték-dráma, melynek társírója és rendezője Bent Hamer. A forgatókönyv Charles Bukowski önéletrajzi ihletésű, 1975-ben kiadott azonos című regénye szolgált. Az alapműtől eltérően a film nem az 1940-es években, hanem napjaink Los Angelesében játszódik. A főbb szerepekben Matt Dillon, Lili Taylor és Marisa Tomei látható.

## Cselekmény
Henry 'Hank' Chinaski írói álmokat dédelget, miközben alkoholistaként betanított munkákat végez, ám folyamatosan kirúgják. Egy bárban megismerkedik egy szintén iszákos, Jan nevű nővel, akihez hamarosan odaköltözik és szeretők lesznek. Chinaski egy lóversenyen – Jan provokációjának engedve – összeveri az ülőhelyét elfoglaló gazdag férfit. Nem sokkal később szakít a nővel.
Az újra munkanélküli és magányos Hank találkozik egy másik alkoholista nővel, Laurával. Az idősödő és gazdag Pierre által kitartott Laura megsajnálja a küszködő férfit és segít neki alkoholt szerezni. Egy Pierre hajóján történő szerencsétlenség után Hank rövid időre visszatér Janhez, de kapcsolatukat beárnyékolja egy incidens: Hank nemi beteg lesz és partnerét vádolja meg a fertőzés átadásával. Hank a következő munkáját is elveszíti, amikor egy gigantikus szobor letakarítása helyett inkább az ivást választja.
Hank és Jan másodszorra is szakítanak, felismerve, hogy kapcsolatuk unalmas és kiszámítható lett, illetve nincs már szükségük egymásra. Jan odaköltözik ahhoz a jómódú férfihoz, akit Hank korábban megvert. A film végére Hank rájön: leginkább egyedül érzi jól magát, az alkohol és az írásai társaságában. Egy monológban foglalja össze az írói pályáról vallott gondolatait, miközben egy sztriptízbárban italozva egy táncosnőt figyel:
Ha ki akarod próbálni, csináld végig. Különben bele se kezdj. Elveszítheted a barátnőidet, a feleségeidet, a rokonaidat, a munkáidat, még az eszedet is... Egyedül maradsz az istenekkel és az éjszakák ragyogni fognak a tűztől. A tökéletes nevetés felé halad az életed. Ez az egyetlen jó küzdelem.

## Szereplők
| Színész         | Szerep                | Magyar hang   |
| --------------- | --------------------- | ------------- |
| Matt Dillon     | Henry Chinaski        | Kőszegi Ákos  |
| Lili Taylor     | Jan                   | Szórádi Erika |
| Marisa Tomei    | Laura                 |               |
| Bruce Bohne     | benzinkút tulajdonosa |               |
| Adrienne Shelly | Jerry                 |               |
| Fisher Stevens  | Manny                 |               |
| Karen Young     | Grace                 |               |
| Didier Flamand  | Pierre                |               |

## Fordítás
- Ez a szócikk részben vagy egészben  a   Factotum (film) című angol Wikipédia-szócikk ezen változatának fordításán alapul.  Az eredeti cikk szerkesztőit annak laptörténete sorolja fel. Ez a jelzés csupán a megfogalmazás eredetét és a szerzői jogokat jelzi, nem szolgál a cikkben szereplő információk forrásmegjelöléseként.

## Kapcsolódó szócikk
- Törzsvendég, 1987-ben bemutatott amerikai film, melyet szintén Bukowski munkássága ihletett